# 세라 개던
세라 개던(영어: Sarah Gadon, 1987년 4월 4일 ~ )은 캐나다의 배우이다.

## 출연 작품
- 나 그리고 나 (2000, The Other Me)
- 사관생도 켈리 (2002, Cadet Kelly)
- 패티 햄버거 (2003, Fast Food High)
- 찰리 바틀렛 (2007)
- 꽃은 피고 지고(2007, Burgeon and Fade) - 단편
- 사랑은 은반 위에 3 (2008, The Cutting Edge 3: Chasing the Dream)
- 레슬리, 내 이름은 악마 (2009, Leslie, My Name Is Evil)
- 데인저러스 메소드 (2011)
- 모스 다이어리 (2011, The Moth Diaries)
- 드림 하우스 (2011)
- Yellow Fish (2012) - 단편
- 항생제 (2012, Antiviral)
- 코스모폴리스 (2012)
- 에너미 (2013)
- 벨 (2013)
- 왓 이프 (2013)
- 넛잡: 땅콩 도둑들 (2014) - 애니메이션
- 어메이징 스파이더맨 2 (2014)
- 맵 투 더 스타 (2014)
- 드라큘라: 전설의 시작 (2014)
- 걸 킹 크리스티나 (2015, Tyttökuningas)
- 어 로얄 나이트 아웃 (2015)
- 인디그네이션 (2016)
- 나인스 라이프 (2016)
- 그레이스(2017, Alias Grace)
- 존 F. 도노반의 죽음과 삶 (2018)
- Paseo (2018)
- 아메리칸 우먼 (2019, American Woman)
- 페라리 (2023)
- 어 빅 볼드 뷰티풀 저니 (미정)

### 텔레비전
- 에리카의 자아 찾기 (2009)
- World Without End (2012)
- 11.22.63 (2016)
- 알리아스 그레이스 (2017)
- 트루 디텍티브 (2019)